# Cambridgegambiet
Het Camebridgegambiet is bij het schaken in de opening een variant in de Aljechin verdediging met de beginzetten 1.e4 Pf6 2.e5 Pd5 3.d4 d6 4.c4 Pb6 5.f4 g5, eco-code B03.